# Chicago Bears
Chicago Bears je profesionalna momčad američkog nogometa koja igra u sjevernoj diviziji NFC konferencije. Osnovani su 1919. u gradu Decaturu u Illinoisu, otkuda su se preselili u Chicago 1921. gdje se i danas nalaze. Uz Arizona Cardinalse (koji su osnovani u Chicagu), Bearsi su jedini klub koji je član NFL-a od njegovog osnivanja 1920. godine. U svojoj bogatoj povijesti osvojili su ukupno 9 naslova prvaka, od toga jedan u eri Super Bowla (1985.). Trenutno igraju na stadionu Soldier Field, koji ima kapacitet od 61.500 mjesta.

## Povijest kluba

### Od Decatur Staleysa do Chicago Bearsa
Klub je osnovan 1919. pod imenom Decatur Staleys te je odigrao svoju prvu sezonu 1920. u tadašnjoj APFA ligi (preteča NFL-a) završivši na drugom mjestu. Iduće sezone klub se seli u Chicago te pod imenom Chicago Staleys osvaja i svoje prvo prvenstvo. Klub 1921. mijenja ime u Chicago Bears te postaje jedan od vodećih klubova dvadesetih, ali ne postaju prvaci sve do osvajanja prvenstva 1932. Bearsi, predvođeni Bronkom Nagurskim i Redom Grangeom, osvajaju prvenstvo i iduće 1933. godine. Tada se prvi put u povijesti NFL-a igrala završna utakmica, koja je određivala prvaka između pobjednika dviju divizija (dotad je prvak bila momčad s najviše pobjeda u regularnom dijelu sezone, a momčadi nisu bile dijeljene u divizije). Iduće godine Bearsi pobjeđuju u svih 13 utakmica sezone, ali u prvenstvenoj utakmici gube od New York Giantsa 30:13.

### 4 osvojena prvenstva u 1940-ima
Ekipa je nastavila dobrim igrama do kraja desetljeća, a početkom četrdesetih postaje dominantan tim koji u 7 sezona (1940. do 1946.) postaje prvak čak 4 puta (1940., 1941., 1943. i 1946.) te još jednom gubi u finalu (1942.). U tim pobjedama Bearsa predvođenih quarterbackom Sidom Luckmanom, dvaput su bili poraženi New York Giantsi, a dva put Washington Redskinsi. Posebno se izdvaja pobjeda nad Redskinsima 1940. kada Bearsi pobjeđuju s čak 73:0.

### 1960. – 1980.
Unatoč solidnim sezonama, Bearsi su na iduće prvenstvo morali čekati čak 17 godina. Do 1963. pojavljuju se samo dvaput u doigravanju (1950. i 1956.), da bi 1963. nakon 11 pobjeda u sezoni ušli u doigravanje i konačno osvojili prvenstvo. Finalnu utakmicu su igrali protiv New York Giantsa te pobijedili 14:10. Ostatak šezdesetih i veći dio sedamdesetih Bearsi nisu zabilježili gotovo nikakve uspjehe. Unatoč takvim zvijezdama kao što su bili running back Gale Sayers i linebacker Dick Butkus, Bearsi su imali samo dvije pobjedničke sezone između 1964. i 1976. Stvari su se malo poboljšale krajem sedamdesetih, kad je momčad dva puta došla do doigravanja (1977. i 1979.). U to vrijeme, u Bearsima je karijeru počinjao running back Walter Payton, koji je kasnije u karijeri oborio nekoliko rekorda lige (kao npr. najviše jarda probijanja u karijeri, najviše ukupno osvojenih jarda u karijeri itd.).

### "Najbolja momčad u povijesti"
Nakon još nekoliko lošijih sezona, momčad 1982. preuzima trener Mike Ditka. Ditka je u svojoj igračkoj karijeri početkom šezdesetih također igrao za Bearse kao tight end. Prva sezona bila loša, Bearsi su zabilježili samo 3 pobjede (iako u samo 9 utakmica, pošto je sezona bila skraćena zbog štrajka igrača). U idućoj (punoj) sezoni, momčad je već imala 8 pobjeda, a još sezonu kasnije (1984.) Bearsi osvajaju diviziju te ulaze u doigravanje. Tu pobjeđuju Washington Redskinse, ali u konferencijskom finalu gube od kasnijih prvaka San Francisco 49ersa s 23:0.
Bearsi 1985. po mnogima slove za jednu od najboljih momčadi u povijesti NFL-a. Predvođeni igračima kao Walter Payton, William Perry i Mike Singletary, ostvarili su 15 pobjeda u sezoni s omjerom postignutih i primljenih poena 456:198. Izvanrednim igrama nastavljaju i u doigravanju, kada bez primljenih poena pobjeđuju Giantse (21:0) i Los Angeles Ramse (24:0). U finalnu utakmicu protiv New England Patriotsa ušli su kao veliki favoriti, što su i dokazali na terenu nadmoćnom pobjedom 46:10.
Nakon osvojenog Super Bowla, Bearsi ostaju pri samom vrhu lige, te u idućih šest sezona (do 1991.) pet puta ulaze u doigravanje.

### Od devedesetih do danas
Nakon slavnih osamdesetih, momčad lagano posustaje, te do 2005. dolazi do doigravanja samo dvaput. Stvari kreću nabolje 2005. kad Bearsi nakon 11 pobjeda u regularnom dijelu sezone ulaze u doigravanje. Već iduće 2006. dolaze do Super Bowla. Nakon 13 pobjeda u sezoni i pobjeda u doigravanju nad Seattle Seahawksima i New Orleans Saintsima, Bearse u finalnoj utakmici dočekuju Indianapolis Coltsi Peytona Manninga. Coltsi, kao favoriti, u toj utakmici pobjeđuju 29:17 i osvajaju Super Bowl. Do 2013., Bearsi su još jedom ušli u doigravanje (2010.). Tu su izgubili u konferencijskom finalu od kasnijih prvaka Green Bay Packersa 21:14.

## Učinak po sezonama od 2008.
| Sezona | Liga | Konferencija | Divizija | Regularni dio sezone | Regularni dio sezone | Regularni dio sezone | Regularni dio sezone | Uspjeh u doigravanju              |
| Sezona | Liga | Konferencija | Divizija | Poz.                 | Pob.                 | Por.                 | Ner.                 | Uspjeh u doigravanju              |
| ------ | ---- | ------------ | -------- | -------------------- | -------------------- | -------------------- | -------------------- | --------------------------------- |
| 2008.  | NFL  | NFC          | Sjever   | 2.                   | 9                    | 7                    | 0                    |                                   |
| 2009.  | NFL  | NFC          | Sjever   | 3.                   | 7                    | 9                    | 0                    |                                   |
| 2010.  | NFL  | NFC          | Sjever   | 1.                   | 11                   | 5                    | 0                    | poraženi u konferencijskom finalu |
| 2011.  | NFL  | NFC          | Sjever   | 3.                   | 8                    | 8                    | 0                    |                                   |
| 2012.  | NFL  | NFC          | Sjever   | 3.                   | 10                   | 6                    | 0                    |                                   |
| 2013.  | NFL  | NFC          | Sjever   | 2.                   | 8                    | 8                    | 0                    |                                   |
| 2014.  | NFL  | NFC          | Sjever   | 4.                   | 5                    | 11                   | 0                    |                                   |
| 2015.  | NFL  | NFC          | Sjever   | 4.                   | 6                    | 10                   | 0                    |                                   |
| 2016.  | NFL  | NFC          | Sjever   | 4.                   | 3                    | 13                   | 0                    |                                   |
| 2017.  | NFL  | NFC          | Sjever   | 4.                   | 5                    | 11                   | 0                    |                                   |
| 2018.  | NFL  | NFC          | Sjever   | 1.                   | 12                   | 4                    | 0                    | poraženi u wild-card rundi        |